# Charlie Cooke
Charles Cooke, más conocido como Charlie Cooke (St Monans, Fife, Escocia, 14 de octubre de 1942), es un exfutbolista escocés que se desempeñó como centrocampista en clubes como el Aberdeen FC y el Chelsea FC.

## Selección nacional
Fue internacional con la Selección de fútbol de Escocia en 16 ocasiones y sin haber marcado un solo gol. Debutó el 24 de noviembre de 1965, en un encuentro del British Home Championship ante la selección de Gales que finalizó con marcador de 4-1 a favor de los escoceses.

## Clubes

### Profesional
| Club               | País           | Año         |
| ------------------ | -------------- | ----------- |
| Aberdeen FC        | Escocia        | 1960 - 1964 |
| Dundee FC          | Escocia        | 1964 - 1966 |
| Chelsea FC         | Inglaterra     | 1966 - 1972 |
| Crystal Palace     | Inglaterra     | 1972 - 1974 |
| Chelsea FC         | Inglaterra     | 1974 - 1978 |
| Los Angeles Aztecs | Estados Unidos | 1976 - 1978 |
| Memphis Rogues     | Estados Unidos | 1978 - 1980 |
| California Surf    | Estados Unidos | 1981        |

### Indoor
| Club             | País           | Año         |
| ---------------- | -------------- | ----------- |
| Calgary Boomers  | Canadá         | 1980 - 1981 |
| Cleveland Force  | Estados Unidos | 1981 - 1982 |
| Dallas Sidekicks | Estados Unidos | 1985        |

## Palmarés

### Campeonatos nacionales
| Título | Club       | País       | Año     |
| ------ | ---------- | ---------- | ------- |
| FA Cup | Chelsea FC | Inglaterra | 1969-70 |

### Copas internacionales
| Título           | Club       | País       | Año     |
| ---------------- | ---------- | ---------- | ------- |
| Recopa de Europa | Chelsea FC | Inglaterra | 1970-71 |

### Distinciones individuales
| Distinción                   | Año  |
| ---------------------------- | ---- |
| Mejor Jugador del Chelsea FC | 1968 |
| Mejor Jugador del Chelsea FC | 1975 |